# José Cano Fuster
José Cano Fuster (La Nucia, Alicante, 24 de abril de 1979) es un político español. Fue diputado de Ciudadanos en el Congreso de los Diputados durante la XI legislatura.

## Biografía
Natural de La Nucia (Alicante), Cano es licenciado en Derecho por la Universidad Miguel Hernández de Elche y ha desarrollado su carrera profesional ejerciendo de apoderado en una empresa familiar de hostelería.
Obtuvo el premio Mención Honorífica de la Cámara de Comercio de Alicante en el sector turístico.

## Carrera política
Cano fue elegido diputado en el Congreso tras las elecciones generales de 2015, en las que concurrió como número dos por la provincia de Alicante.